# مارسل موسج
مارسل موسج (انگلیسی: Marcel Mosch؛ زادهٔ ۲۰ مهٔ ۱۹۹۳) بازیکن فوتبال اهل آلمان است.
از باشگاه‌هایی که در آن بازی کرده‌است می‌توان به باشگاه فوتبال کیکرز اوفنباخ اشاره کرد.